# Паметник на съветски летци (Бяла Слатина)
Паметникът на загиналите съветски летци, наричан заради формата му Перката, се намира край Бяла Слатина.
Намира се на възвишение североизточно от града, в местността Лесопарка. До паметника във вид на самолетно витло (перка) се стига по извити бетонни стъпала от местността Езерото.
Посветен е на загинали през Втората световна война съветски летци. Край града през септември 1944 г. в местността Агино бранище е базиран 861-ви бомбардировъчен авиополк на Червената армия. Самолет от авиополка, връщайки се от Пловдив, при много тежки метеорологични условия и гъста мъгла, се разбива в Стара планина, между селата Антон и Душанци, близо до Пирдоп на 26 септември 1944 г. Загива целият екипаж от 5 души: л-т Борис Плеханов (командир), мл. л-т Иван Шкапин (щурман, р. 1920), ст. с-т Михаил Степанов (механик, р. 1922), с-т Алексей Савелиевич (радист, р. 1921), р-к Иван Казаков (стрелец).
На голямо възпоменателно тържество в Бяла Слатина на 3 май 1978 г. костите на загиналите летци са пренесени от гробищата и са положени в малък саркофаг в основите на паметника.